# Aleksandr Litvinenko
Aleksandr Valterovitj Litvinenko (russisk: Алекса́ндр Ва́льтерович Литвине́нко, tr. Aleksándr Válterovitj Litvinénko; født 4. december 1962 i Voronezj, død 23. november 2006 i London) var en russisk hemmelig agent, oprindelig i KGB, efter Sovjetunionens opløsning i FSB.
Han kritiserede organisationen og rejste i 2000 til Storbritannien, hvor han skrev to bøger, der var kritiske mod Vladimir Putins regering. Litvinenko er medforfatter til bogen, der på engelsk hedder Blowing up Russia : Terror from Within, hvori FSB beskyldes for at stå bag bombesprængningen af boligblokke i Volgodonsk, Bujnaksk og Moskva i 1999, hvor mere end 300 mennesker omkom. Ifølge bogen skulle denne aktion tjene til at legitimere genoptagelsen af krigen mod tjetjenske separatister, som også fra officiel side fik tillagt skylden.
I oktober 2006 fik han britisk statsborgerskab, men en måned senere døde han under stor opmærksomhed, idet der var mistanke om giftmord, hvor indicierne pegede på russisk indblanding. Undersøgelser foretaget af de britiske sundhedsmyndigheder oplyste dagen efter hans død, at han blev forgiftet med en meget lille mængde af den radioaktive isotop af Polonium, Polonium-210. Litvinenko var indtil sin død overbevist om, at forgiftningen havde fundet sted på en sushi-restaurant i London tre uger forinden (1. november 2006), og de britiske sundhedsmyndigheder kunne senere bekræfte, at der var fundet spor af radioaktiv stråling på den omtalte restaurant. Dog har senere undersøgelser vist, at Litvinenko formentlig blev forgiftet, da han drak te i selskab med to tidligere russiske KGB agenter på Millennium Hotel's bar. Litvinenko var den eneste der drak af teen.